# Desmodium cordistipulum
Desmodium cordistipulum är en ärtväxtart som beskrevs av William Botting Hemsley. Desmodium cordistipulum ingår i släktet Desmodium och familjen ärtväxter. Inga underarter finns listade i Catalogue of Life.